# M43 (發射星雲)
梅西耶43或M43，也稱為德梅蘭的星雲和NGC 1982，位置在天球赤道星座中的獵戶座，是一個突出的H II區，並且是恆星正在形成的星雲。它是在1731年的一段時間由法國科學家讓-雅克·多圖斯·德梅蘭發現的，然後在1769年3月4日被梅西耶收錄在它的星表中。它實際上是獵戶座星雲（梅西耶42）的一部分，與主星雲之間有一條稠密的，稱為東北暗通道的宇宙塵埃。它是更大的獵戶座分子雲複合體的一部分。
造成這個星雲電離成為電離氫區最主要的恆星是HD 37061（變星名稱：獵戶座NU（NU Ori）），距離我們約1,300 ± 160 ly（400 ± 50 pc），是一個三合星系統，較亮的部分是一組譜線的光譜聯星。主星是藍白色B型主序星，其恒星分類為B0.5V或B1V。它的質量是19±7倍太陽質量（M☉）和半徑是5.7±0.8倍太陽半徑（R☉）。它從光球輻射的光度超過26,000倍太陽光度（L☉），有效溫度為31,000;K。它以大約200km/s的投影轉速快速旋轉。
這個H II區是由電離的氫組成的圓球形，它的直徑大約4.5′，在它的距離上意味著它量測的值約為2.1 ly（0.65 pc）。這個區域的淨光度（即省略恒星）Hα是(3.0±1.1)×1035 erg s−1；相當於78 L☉。有一條從北向南橫穿整個西中心地帶的暗線，稱為M43暗線，它形成了一條向南延伸的漩渦帶，與獵戶座的東北暗線相連。所有這些都像是從煙囪裏冒出的烟霧混合物，像是水彩畫中以多種波長呈現出寬廣而精細的深色筆觸。

## 圖集

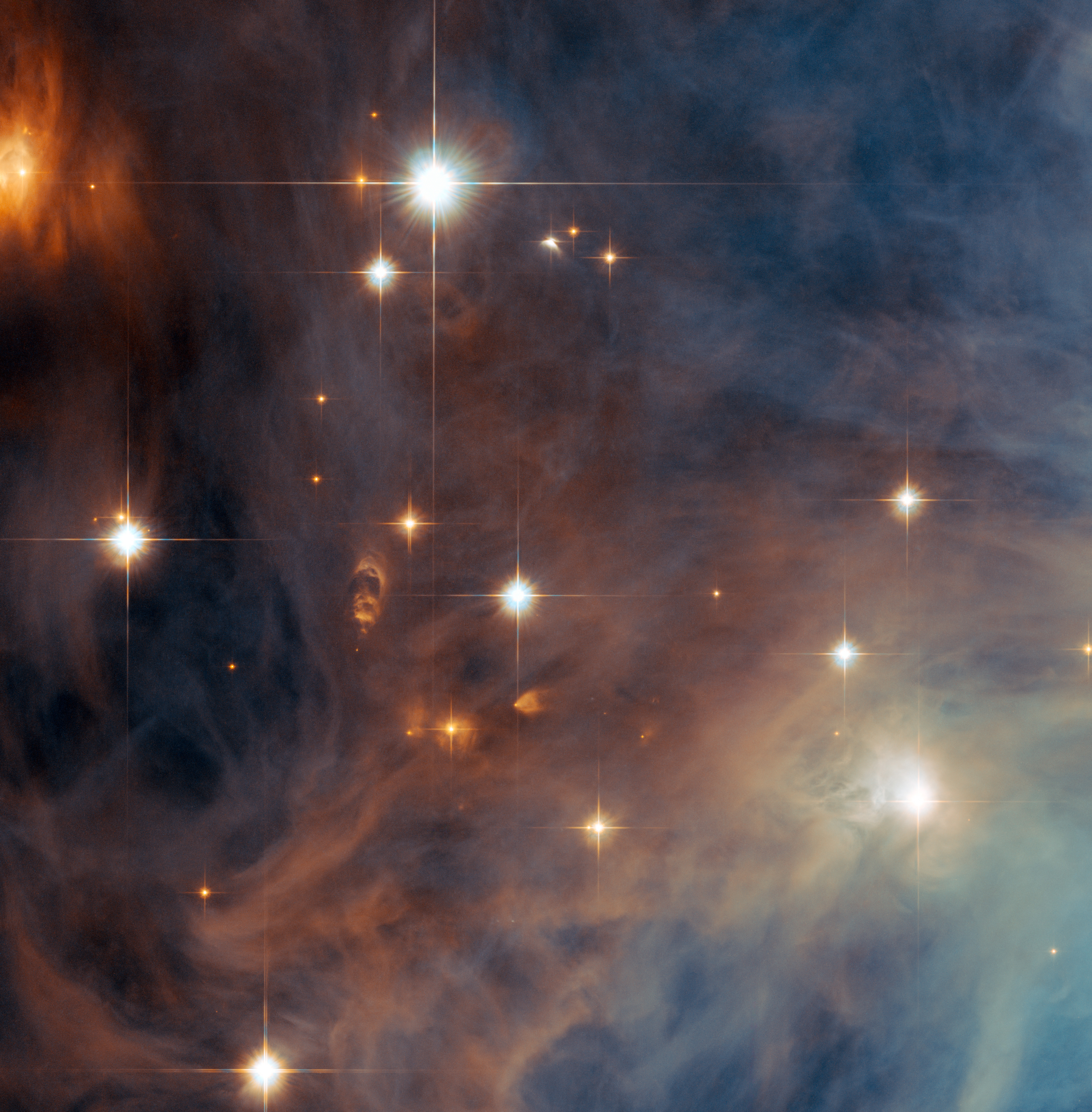
德梅蘭星雲（M43）的紅外線影像圖（部分）。